# Gedun Chomphel
Gedun Chomphel (? – 1701) foi um Desi Druks do reino do Butão, reinou entre 1695 e 1701. Foi seguido no trono por Ngawang Tshering.